# 大郷郵便局
大郷郵便局（おおさとゆうびんきょく）は宮城県黒川郡大郷町にある郵便局。民営化前の分類では集配特定郵便局であった。

## 概要
住所：〒981-3599 宮城県黒川郡大郷町中村屋敷前109 

## 沿革
- 1885年（明治18年）7月1日 - 中村郵便局（五等）として開設[1]。
- 1885年（明治18年）10月1日 - 貯金取扱を開始。
- 1896年（明治29年）10月16日 - 為替取扱を開始。
- 19xx年 - 陸前中村郵便局に改称。
- 1959年（昭和34年）2月21日 - 大松沢郵便局から電話交換事務の取扱を移管[2]。
- 1959年（昭和34年）3月1日 - 大郷郵便局に改称。
- 1966年（昭和41年）12月 - 局舎新築落成。
- 1975年（昭和50年）1月29日 - 電話交換事務を吉岡電報電話局に移管。
- 2007年（平成19年）10月1日 - 民営化に伴い、併設された郵便事業仙台東支店大郷集配センターに一部業務を移管。
- 2012年（平成24年）10月1日 - 日本郵便株式会社発足に伴い、郵便事業仙台東支店大郷集配センターを大郷郵便局に統合。

## 取扱内容
- 郵便、印紙、ゆうパック、内容証明
- 貯金、為替、振替、振込、国際送金、国債
- 生命保険、バイク自賠責保険
- 宝くじの販売
- ゆうちょ銀行ATM
- 大郷町内全域の集配業務

## 周辺
- 大郷町民体育館
- 大郷町立大郷小学校

## アクセス
- 大郷町住民バス 大郷郵便局停留所下車
- 三陸自動車道 松島大郷ICから北西へ約5km、東北自動車道 大和ICから東へ約8.5km
- 駐車場あり：8台